# Luiz Machado da Silva
Wanderley, właśc. Luiz Machado da Silva (ur. 3 czerwca 1938 w São Gonçalo, zm. 5 marca 2020 w Massanassie) – piłkarz brazylijski, występujący na pozycji napastnika.

## Kariera klubowa
W czasie kariery piłkarskiej Wanderley grał w CR Vasco da Gama.

## Kariera reprezentacyjna
W 1960 roku Wanderley uczestniczył w igrzyskach olimpijskich w Rzymie. Na turnieju Wanderley wystąpił we wszystkich trzech meczach grupowych reprezentacji Brazylii z Wielką Brytanią (bramka), Tajwanem i Włochami.